# خاویر گوتیه‌رس آلبارس
خاویر گوتیه‌رِس آلبارِس (اسپانیایی: Javier Gutiérrez Álvarez‎؛ زادهٔ ۱۷ ژانویهٔ ۱۹۷۱) بازیگر اهل اسپانیا است.
از فیلم‌ها یا مجموعه‌های تلویزیونی که وی در آن‌ها نقش داشته است، می‌توان به جنایت بی‌نقص، خانواده سرانو، سانتوس، آنچه چشمانش پنهان می‌کرد، مستأجر، اَساسینز کرید، درخت زیتون، ۱۸۹۸، آخرین مردان ما در فیلیپین و تورنته ۳: محافظ شخصی اشاره نمود.